# Thomas Göthe Sjöström

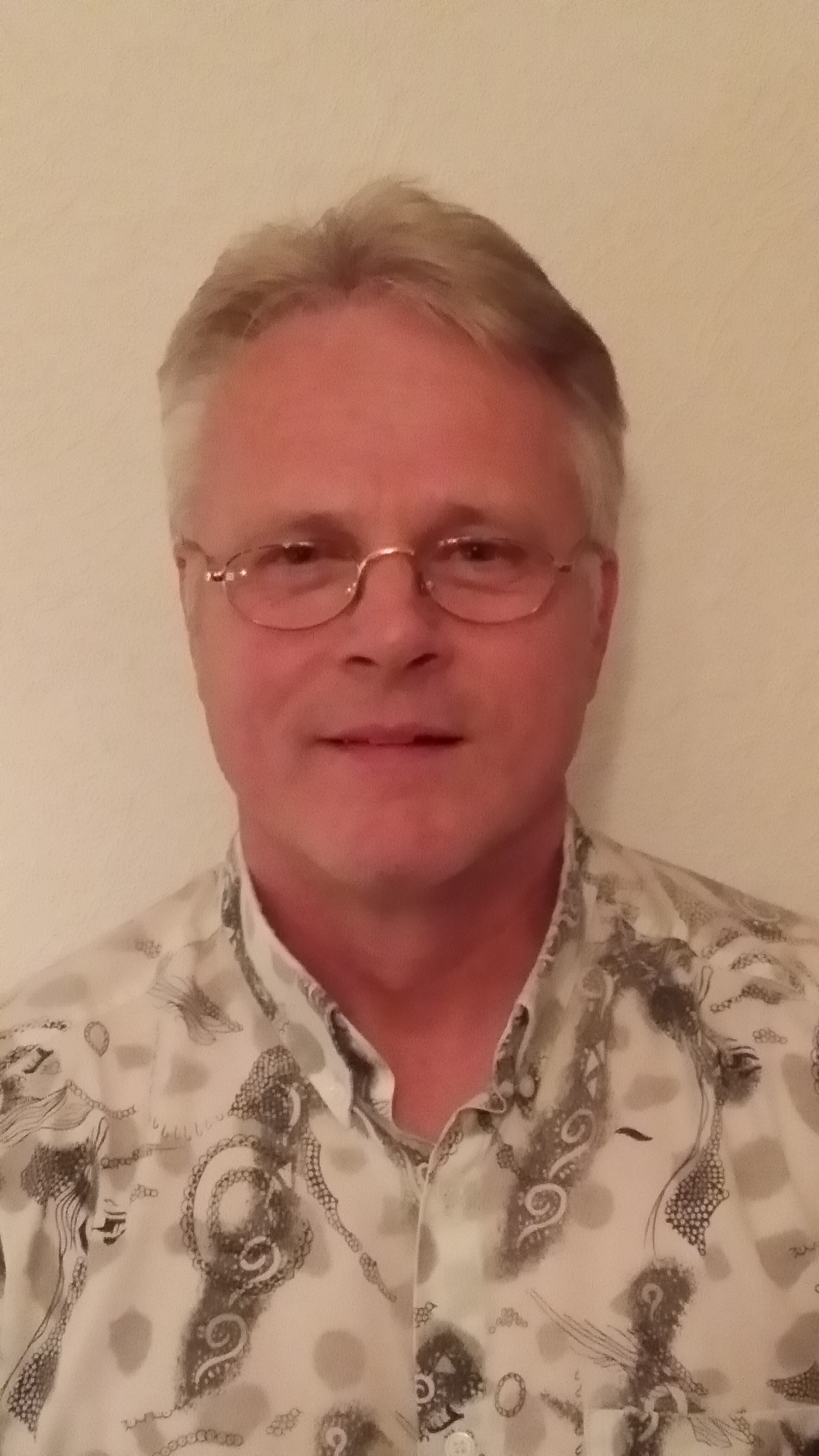
Thomas Göthe Sjöström, 2014.

Thomas Göthe Sjöström, född 19 juni 1953 i Enskede, Stockholm, är en svensk tyngdlyftare och styrkelyftare. Han började inom tyngdlyftning och övergick 1978 till styrkelyft, där han 1980 slog svenskt rekord i knäböj (250 kg). Han fick smeknamnet Yoghurt av Lennart "Hoa-Hoa" Dahlgren.[källa behövs]

## Karriär
Sjöström började att tävla med tyngdlyftning 1970, där han ingick i den svenska eliten under nästan hela 1970-talet. Han övergick till styrkelyft år 1978 och kom med i svenska landslaget år 1980. Han tävlade som aktiv till 1993.
Sjöströms 250 kg i knäböj 1980 (i klass 67,5 kg) var så sent som 2008 delat sjätte bästa resultat i Sverige genom tiderna. Sjöström tävlade vid det tillfället för klubben Örsundsbro.

## Priser och utmärkelser

### 1980

#### 67,5 kg-klassen
- Slog svenska rekordet i knäböj i Isabergs Cup, 625 kg totalt.
- Nordisk mästare i Drammen, Norge, 630 kg totalt.
- VM-brons i Arlington, Texas (USA), svenskt och nordisk rekord, 660 kg totalt.

### 1983

#### 75 kg-klassen
- SM-guld i Eskilstuna, 672 kg totalt.

### 1984

#### 75 kg-klassen
- SM-guld i Nässjö, 705 kg totalt.
- Nordisk mästare i Eskilstuna, 660 kg totalt.